# Kean (film 1910)
Kean è un cortometraggio muto del 1910 diretto da Holger Rasmussen che ha come interpreti principali Martinius Nielsen, Agnes Nyrop-Christensen, Einar Zangenberg, Thilda Fønss, August Blom, Christian Schrøder.

## Trama
Londra 1830. Sui palcoscenici londinesi fa furore il grande attore Kean, idolo delle masse e dei potenti. A un ricevimento in casa del conte Kofeld, al quale partecipa anche Anna Damby, una popolare attrice profondamente innamorata di Kean, l'attore non ha occhi che per la contessa, una bellissima donna che conta, tra i suoi ammiratori, anche il principe di Galles e che non pare insensibile al suo fascino.
Kean non frequenta solo i salotti, ma ama confondersi anche con il popolino. Mentre si trova a una festa di battesimo in una locanda, dopo un'abbondante bevuta, viene alle mani con uno degli altri ospiti, battendosi con lui. Intanto Anna, dopo aver respinto le sgradite attenzioni del perverso Lord M., riceve un biglietto firmato Kean dove le si dà appuntamento in una locanda. La missiva proviene dall'aristocratico che, conoscendo l'infatuazione di Anna per Kean, cerca di attirarla in una trappola. Ma Kean, riconosciuto il falso, mette alla berlina il nobile, sbeffeggiato davanti ai suoi amici.
La sera, in camerino, Kean si prepara per la recita quando si presenta a lui la contessa. I due, però, sono presto interrotti dall'arrivo del principe di Galles, dando a lei ha appena il tempo per nascondersi in un'altra stanza. Il principe rivela a Kean il suo amore per la contessa, dichiarandogli di non volere avere alcun rivale. Suscita in questo modo l'ira dell'attore che, fuori di sé, non vuole nemmeno più mettere piede sul palcoscenico. Convinto a ritornare sulla sua decisione per non deludere il suo pubblico, Kean alla fine si presenta in scena e ancora una volta, con la sua potenza drammatica, infiamma l'entusiasmo del pubblico. Ma, durante la recita, scorge in un palco il principe flirtare con la contessa. Furioso, non riesce a contenersi e, dalla scena, lancia un'accusa contro il suo rivale. Lo scandalo è enorme, la recita viene interrotta e lui deve essere portato via a forza dal palcoscenico. Sembra che quell'atto sconsiderato debba perderlo: a salvarlo, sarà l'intercessione di Anna e il perdono generoso del principe che, nonostante tutto, continuerà ad essere uno dei più devoti ammiratori del grande attore che, adesso, si consola con l'amore e l'affetto di Anna.

## Produzione
Il film fu prodotto dalla Nordisk Film Kompagni. Il ruolo di Kean fu affidato a Martinius Nielsen, popolare attore teatrale qui al suo debutto sullo schermo. Nielsen, che poi sarebbe diventato anche regista cinematografico, interpretò nella sua carriera solo un altro film.

## Distribuzione
In Danimarca, il film - un cortometraggio di 395 metri - fu distribuito nelle sale dalla Nordisk Film Kompagni, presentato al Royal-Biografen il 28 aprile 1910. In Finlandia, uscì il 10 ottobre 1910, prendendo il titolo finlandese Kean eli Näyttelijä ja kuninkaanpoika o svedese, Kean eller Skädespelaren och prinsen. Negli Stati Uniti, importato dalla Great Northern Film Company, fu distribuito dalla stessa compagnia, uscendo in sala il 26 novembre 1910 con il titolo inglese Kean; or, The Prince and the Actor.